# Max Müller (psychiatra)
Max Müller (ur. 4 września 1894 w Bernie, zm. 18 lutego 1980 w Rüfenacht) – szwajcarski lekarz psychiatra. Jako jeden z pierwszych stosował leczenie śpiączkami insulinowymi.
Syn Maxa Müllera starszego, również lekarza psychiatry, i Berthy z domu Rüfenacht. Studiował medycynę na Uniwersytecie w Bernie, w 1920 roku ukończył studia i obronił dysertację doktorską. Następnie specjalizował się w klinice Burghölzli w Zurychu pod kierunkiem Eugena Bleulera i w klinice Münsingen w Bernie. Od 1939 do 1954 był dyrektorem kliniki Münsingen. W 1931 roku habilitował się, w 1944 został profesorem nadzwyczajnym Uniwersytetu w Bernie. Od 1954 do 1963 jako profesor zwyczajny kierował kliniką psychiatrii Waldau. Jego syn Christian Müller został psychiatrą.

## Wybrane prace
- Untersuchungen über Kleinhirn und Labyrinth des Meerschweinchens. Zeitschrift für Biologie 70, 1920
- Über Heilungsmechanismen in der Schizophrenie. Berlin: Karger, 1930.
- Prognose und Therapie der Geisteskrankheiten. Leipzig: Thieme, 1936.
- Die körperlichen Behandlungsverfahren in der Psychiatrie: Ein Lehr- und Handbuch. Stuttgart: Thieme, 1952.
- Erinnerungen: Erlebte Psychiatriegeschichte 1920–1960. Springer, Berlin/Heidelberg 1982, ISBN 0-387-11293-6